# Чики Ардиль
Сальвадор Ардиль Наварро (исп. Salvador Ardil Navarro; род. 17 апреля 1988, Масаррон, Мурсия), более известный как Чики Ардиль (исп. Chiky Ardil) — испанский игрок в пляжный футбол. Выступает за сборную Испании. Участник трёх чемпионатов мира (2015, 2021, 2024).

## Биография

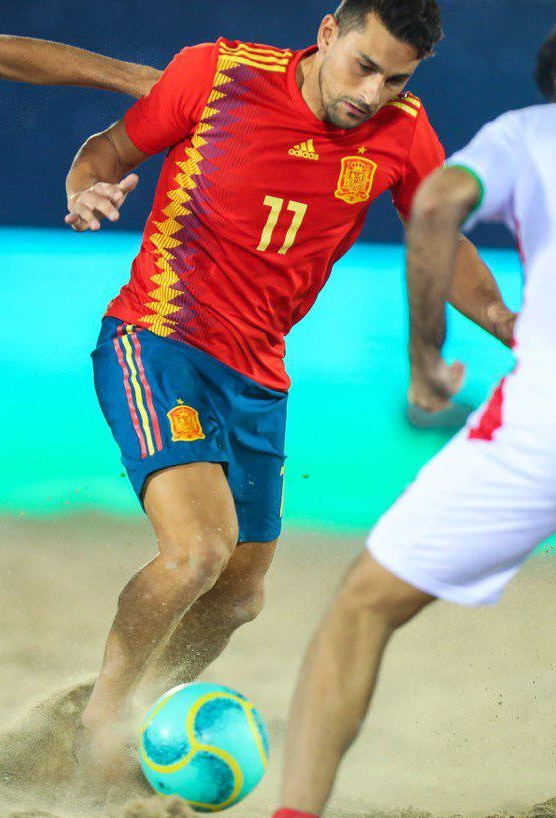
Чики играет за Испанию на Межконтинентальном кубке 2019 года

По собственным словам его прозвище «Чики» появилось в детстве, поскольку тогда он был значительно меньше трёх других своих братьев и сестер. «Чики» — это сокращение от испанского слова «chiquitín», что означает «крошечный».
В мини-футбол начал играть в пять лет, впоследствии попал в футбольный клуб, где играл его старший брат Рауль. В итоге Чики в качестве футболиста играл за клубы Сегунды B и Терсеры такие как «Лорка Депортива», «Бала-Азул», «Гранада 74», «Райо Махадаонда», «Пинатар» и «Агилас».
В пляжный футбол пришёл по совету друзей, которые пригласили его сыграть на турнире в родном городе Масаррон. Чики успешно выступил как игрок пляжного футбола и в дальнейшем сыграл на турнирах в Мурсии, Аликанте и Валенсии. В 2013 году после турнира в Андалусии его вызвали в сборную Мурсии. Его первый турнир с командой оказался успешным, в котором он забил 18 голов. Результативность Чики привлекла внимание наставника сборной Испании Хоакина Алонсо, который вызвал Чики в национальную команду. Дебют Чики за сборную Испании состоялся на пятом этапе Европейской лиги 2013 года в Москве. Тем не менее тренер не включил его в заявку на чемпионат мира 2013 года. В 2014 году Чики вернулся в стан сборной после завоёванного серебра в испанском чемпионате с клубом «Бала Азул». После отборочного этапа к чемпионату мира 2015 года Чики был удостоен приема от мэра Масаррона.
С 2017 года Чики начал получать различные награды. Его забитый мяч в падении через себя в ворота Греции во время Евролиги был номинирован на лучший гол года, а свою первую индивидуальную международную награду он завоевал в 2018 году, когда стал лучшим бомбардиром этапа Назаре Евролиги 2018 года. В 2019 году он вновь был номинирован на лучший гол года в пляжном футболе. В 2021 году он был признан лучшим игроком квалификации к чемпионату мира. Накануне поездки на чемпионат мира 2021 года он вновь был принял мэром города Масаррон, а на самом турнире Чики стал лучшим бомбардиром Испании с шестью голами. В 2022 году, когда ему было 34 года, на церемонии вручения награды «Звезды пляжного футбола» был включён в число трёх лучших игроков мира. Кроме того, в этом году в составе «Бенфики Лурес» стал победителем Кубка обладателей Европы.
Параллельно с игрой в пляжный футбол он играет в третьем дивизионе Испании за «Мазаррон». По его собственным словам, ему пришлось пойти на «большие жертвы», чтобы иметь возможность заниматься двумя видами спорта, включая проведение двойных тренировок.

## Статистика
| Турнир                             | Год   | Матчи | Голы | Ист. |
| ---------------------------------- | ----- | ----- | ---- | ---- |
| Чемпионат мира по пляжному футболу | 2015  | 3     | 0    |      |
| Чемпионат мира по пляжному футболу | 2021  | 4     | 6    |      |
| Чемпионат мира по пляжному футболу | 2024  | 3     | 4    |      |
| Всего                              | Всего | 10    | 10   | —    |

| Турнир                                                  | Год   | Матчи | Голы | Ист. |
| ------------------------------------------------------- | ----- | ----- | ---- | ---- |
| Квалификация чемпионата мира по пляжному футболу (УЕФА) | 2014  | 6     | 4    |      |
| Квалификация чемпионата мира по пляжному футболу (УЕФА) | 2016  | 8     | 7    |      |
| Квалификация чемпионата мира по пляжному футболу (УЕФА) | 2019  | 7     | 7    |      |
| Квалификация чемпионата мира по пляжному футболу (УЕФА) | 2021  | 6     | 6    |      |
| Квалификация чемпионата мира по пляжному футболу (УЕФА) | 2023  | 4     | 4    |      |
| Всего                                                   | Всего | 31    | 28   | —    |

| Турнир                       | Сезон | Матчи | Голы | Ист. |
| ---------------------------- | ----- | ----- | ---- | ---- |
| Евролига по пляжному футболу |       |       |      |      |
| 2013                         | 3     | 1     |      |      |
| 2014                         | 4     | 0     |      |      |
| 2015                         | —     | —     |      |      |
| 2016                         | 2     | 2     |      |      |
| 2017                         | 10    | 10    |      |      |
| 2018                         | 10    | 10    |      |      |
| 2019                         | 7     | 10    |      |      |
| 2020                         | —     | —     |      |      |
| 2021                         | 7     | 5     |      |      |
| 2022                         | 6     | 5     |      |      |
| 2023                         | 5     | 5     |      |      |
| Всего                        | Всего | 54    | 48   | —    |

| Турнир                                          | Год            | Клуб  | Матчи | Голы | Ист. |
| ----------------------------------------------- | -------------- | ----- | ----- | ---- | ---- |
| Кубок европейских чемпионов по пляжному футболу |                |       |       |      |      |
| 2015                                            | Бала Азул      | 4     | 6     |      |      |
| 2016                                            | Мелистар       | 4     | 6     |      |      |
| 2017                                            | Бала Азул      | 9     | 15    |      |      |
| 2018                                            | Мелистар       | 6     | 9     |      |      |
| 2019                                            | Бала Азул      | 4     | 7     |      |      |
| 2020                                            | Шотао          | 6     | 9     |      |      |
| 2021                                            | Бенфика Луарес | 7     | 12    |      |      |
| 2022                                            | Бенфика Луарес | 7     | 5     |      |      |
| 2023                                            | Шотао          | 9     | 4     |      |      |
| Всего                                           | Всего          | Всего | 56    | 73   | —    |

## Достижения
| - Межконтинентальный кубок - Второе место: 2019 - Евролига по пляжному футболу - Второе место: 2014, 2018, 2023 - Третье место: 2019 - Европейские игры - Второе место: 2019 - Третье место: 2023 - Кубок Европы - Победитель: 2014 - Мундиалито - Победитель: 2022 - Второе место: 2018 - Средизимноморские пляжные игры - Победитель: 2023 - Кубок европейских чемпионов - Победитель: 2022 | - Звёзды пляжного футбола - Топ-3 лучших игрока: 2022 - Сборная мира: 2022 - Лучший гол года: 2022 - Межконтинентальный кубок - Лучший бомбардир: 2021 - Мундиалито - Лучший игрок: 2022 |